# Olgaengiguk
L'olgaengiguk (올갱이국?) è un piatto della cucina coreana tipico della provincia del Chungcheong Settentrionale, in particolare della città di Cheongju. È paragonata al doenjang-jjigae, avendo come base un brodo insaporito dalla doenjang, ma è più simile a una guk ed è preparata con le lumache di acqua dolce (daseulgi), che nel dialetto locale vengono chiamate "olgaengi".
In uno studio condotto nel 2001 sulle preferenze culinarie della provincia del Chungcheong Settentrionale, l'olgaengiguk è arrivata al primo posto. La contea di Goesan vi ha dedicato una strada.

## Preparazione
L'olgaengiguk si prepara a partire dal brodo di doenjang, al quale vengono uniti pasta di peperoncino, peperoncino in polvere e porro. Le olgaengi cotte vengono passate in uovo e farina, e poi aggiunte al brodo in ebollizione.

## Consumo
L'olgaengiguk è consumata per le proprietà benefiche sull'organismo, già citate nel Dong-ui bogam: ha un alto contenuto di proteine, carotene, calcio, ferro e vitamina A, e pochi grassi, e può alleviare i problemi del fegato, migliorare la vista e combattere l'anemia. È nota per la sua efficacia sulla digestione e la costipazione, e, eliminando metalli pesanti e tossine dal corpo, è anche considerata un rimedio per smaltire la sbornia.

## Storia
La leggenda locale sulla nascita dell'olgaengiguk narra della signora Lee, la quale disprezzava uno dei suoi tre generi perché era un accanito bevitore dalla brutta carnagione e dalla cattiva salute. Saputo che sarebbero venuti in visita, la donna preparò la zuppa di pollo per i due generi che amava, seguendo la tradizione di cucinare un brodo di gallina per mostrare affetto, mentre per l'altro raccolse delle lumache di acqua dolce dal ruscello vicino alla sua casa e le aggiunse a una semplice doenjangguk. Con sua sorpresa, il genero apprezzò la zuppa e iniziò a passare a trovarla più spesso: dopo un anno o due, sia la sua carnagione che la sua salute generale erano migliorate, aveva raggiunto il successo e il rapporto con la suocera era migliorato.